# X Factor (Italia) (undicesima edizione)
L'undicesima edizione del talent show musicale X Factor è andata in onda in prima serata su Sky Uno dal 14 settembre al 14 dicembre 2017 per quattordici puntate.
Si tratta della settima edizione ad essere prodotta e trasmessa da Sky Italia, condotta per la settima volta consecutiva da Alessandro Cattelan. In giuria rimangono confermati dalla precedente edizione solamente Fedez e Manuel Agnelli, leader degli Afterhours, che vengono affiancati da Mara Maionchi (già giudice del programma dal 2008 al 2010) e dalla cantautrice Levante.
L'edizione è stata vinta da Lorenzo Licitra, concorrente della categoria Over 25 capitanata da Mara Maionchi.
Il brano è stato anche inserito nella compilation ufficiale Top Hits 2018 pubblicato il 13 gennaio 2018.

## Trasmissione
Il programma va in onda ogni giovedì su Sky Uno. Mentre, vengono replicati in differita il giorno seguente, il venerdì, su TV8, le selezioni del programma ed in simultanea con la rete ufficiale viene trasmessa la Finale. La trasmissione integrale del programma, compresa dei live show, va in onda solo su Sky Uno. Per la prima volta, il programma è stato trasmesso contemporaneamente anche via radio su RTL 102.5.

## Selezioni

### X Factor On The Road
L'X Factor On The Road, presente anche in questa stagione, ha previsto delle tappe di casting itineranti in giro per l'Italia partendo il 10 marzo da Piacenza e terminando il 16 aprile 2017 a Catania.

### I casting
I casting del programma sono avvenute dal 5 al 7 maggio 2017 alla Mostra d'Oltremare a Napoli e dal 20 al 22 maggio 2017 a Milano presso Arexpo.

### Audizioni
La seconda fase dei casting prevede le audizioni, nelle quali gli aspiranti cantanti si esibiscono davanti ai quattro giudici e al pubblico. Le audizioni davanti ai quattro giudici del talent show si sono tenuti l'11 ed il 12 giugno 2017 all'Adriatic Arena di Pesaro ed a Torino dal 24 al 26 giugno 2017, presso il PalaAlpitour.

### Bootcamp
La terza fase del programma prevede i Bootcamp. Il giorno prima, in una fase pre-Bootcamp (il JDay, novità di quest'anno), i giudici si riuniscono per scegliere, tra i concorrenti che hanno superato le Audizioni, i 48 artisti (12 per squadra)  potranno accedere ai Bootcamp. Tutto ciò avviene senza pubblico e prima che i giudici conoscano le proprie categorie. Per scegliere i primi 5 finalisti per categoria viene utilizzato il metodo di selezione della "Sfida delle Cinque Sedie" (una sedia in meno dalla scorsa edizione): ogni giudice ha a disposizione cinque sedie per categoria e, dopo aver ascoltato il brano cantato dal concorrente, dovrà decidere se merita una di quelle sedie (ammettendo così il concorrente alle Homevisit) oppure eliminarlo dalla gara. Nel caso le cinque sedie siano già tutte occupate e si presenti un concorrente più meritevole, il giudice della propria categoria può decidere di eliminare uno già seduto e cedere il posto al nuovo arrivato, procedendo via via ad un processo di selezione che prevede anche l'intervento del pubblico con i giudizi dagli spalti sulle decisioni prese dai giudici. Dopo le due puntate di Bootcamp sono stati decisi i 20 concorrenti (5 per categoria) che sono andati alle Homevisit.
I Bootcamp si sono tenuti al Modigliani Forum di Livorno.
| Categoria    | Giudice        | Artisti eliminati ai Bootcamp | Artisti eliminati ai Bootcamp | Artisti eliminati ai Bootcamp | Artisti eliminati ai Bootcamp | Artisti eliminati ai Bootcamp | Artisti eliminati ai Bootcamp            | Artisti eliminati ai Bootcamp |
| ------------ | -------------- | ----------------------------- | ----------------------------- | ----------------------------- | ----------------------------- | ----------------------------- | ---------------------------------------- | ----------------------------- |
| Uomini 16-24 | Fedez          | Leonardo Belleggia            | Francesco Bertoli             | Sidy Lamine Casse             | Luca Marzano                  | Einar Ortiz                   | Giorgio Schino                           | Andrea Uboldi                 |
| Donne 16-24  | Levante        | Claudia Guaglione             | Kleopatra Jasa                | Anna Giulia Pricoco           | Eleonora Noemy Rao            | Carolina Saddi Cury           | Manila Statelli                          | Alessandra Vedovato           |
| Over 25      | Mara Maionchi  | Noemi Cannizzaro              | Valentina Grigò               | Giulia Militello              | Paola Perrone                 | Nicola Pomponi                | Ricardo William Cabrera Muñoz (Ricky Jo) | Alessandro Sette              |
| Gruppi       | Manuel Agnelli | Belize                        | Deadline-Induced Panic        | El Cartel                     | Stereo Tapes                  | The Noiserz                   | The Sunset                               | The Wer                       |

### Home Visit
La quarta fase dei provini sono gli Home visit, la fase finale prima del programma in diretta. I concorrenti che sono riusciti a convincere i giudici durante i Bootcamp hanno dovuto tenere un'ultima audizione davanti al proprio giudice di categoria per convincerlo a venir promossi ai live. Questa volta sono stati i giudici a scegliere i brani per i propri concorrenti, i quali hanno avuto solo 24 ore per prepararsi. Al termine di questa prova vengono decisi i dodici cantanti (tre per categoria) che andranno a comporre le squadre capitanate dai quattro giudici durante i live show. Ogni giudice si è fatto aiutare, nelle scelte di chi portare ai Live, da un ospite: Francesca Michielin per Fedez, Noemi per Levante, Skin per Manuel Agnelli e Elio per Mara Maionchi. Le location scelte dai giudici sono state Dubai (per Fedez), Venezia (per Mara Maionchi), Tindari (per Levante) e Manchester (per Manuel Agnelli).
| Categoria e giudice   | Artisti eliminati agli Home Visit | Artisti eliminati agli Home Visit |
| --------------------- | --------------------------------- | --------------------------------- |
| Uomini 16-24 (Fedez)  | Domenico Arezzo                   | Kamless Kishnah                   |
| Donne 16-24 (Levante) | Isaure Cassone                    | Francesca Giannizzari             |
| Over 25 (Mara)        | Valerio Bifulco                   | Andrea Spigaroli                  |
| Gruppi (Manuel)       | Ana & Carolina                    | The Heron Temple                  |

## Finalisti
In questo spazio sono elencati i cantanti approdati alla prima puntata live del programma.
Legenda:
- Vincitore
- Secondo classificato

- Terzo classificato
- Quarto classificato

- Semifinalista

- Non finalista

| Categoria               | Cantanti        | Cantanti          | Cantanti            | Cantanti |
| ----------------------- | --------------- | ----------------- | ------------------- | -------- |
| 25+ (Mara Maionchi)     | Lorenzo Licitra | Enrico Nigiotti   | Andrea Radice       |          |
| Gruppi (Manuel Agnelli) | Måneskin        | Ros               | Sem&Stènn           |          |
| Donne 16-24 (Levante)   | Rita Bellanza   | Camille Cabaltera | Virginia Perbellini |          |
| Uomini 16-24 (Fedez)    | Samuel Storm    | Gabriele Esposito | Lorenzo Bonamano    |          |

## Dettaglio delle puntate

### Tabella delle eliminazioni
- Uomini 16-24 (Fedez)
- Donne 16-24 (Levante)

- Over 25 (Mara Maionchi)
- Gruppi (Manuel Agnelli)

|                |                 | 1ª puntata       | 2ª puntata             | 2ª puntata             | 3ª puntata             | 3ª puntata             | 4ª puntata             | 4ª puntata             | 4ª puntata             | 5ª puntata             | 5ª puntata             | 6ª puntata             | 6ª puntata             | Semifinale             | Finale                 | Finale                 | Finale                 |
| I              | I               | II               | I                      | II                     | I                      | II                     | III                    | I                      | II                     | I                      | II                     | I                      | I                      | II                     | III                    |                        |                        |
| -------------- | --------------- | ---------------- | ---------------------- | ---------------------- | ---------------------- | ---------------------- | ---------------------- | ---------------------- | ---------------------- | ---------------------- | ---------------------- | ---------------------- | ---------------------- | ---------------------- | ---------------------- | ---------------------- | ---------------------- |
|                | Lorenzo L.      | 1º 14,17%        | N.D.                   | 1º 28,76%              | 2º 26,66%              | N.D.                   | 1º 45,26%              | N.D.                   | N.D.                   | 3º 13,99%              | 3º 15,65%              | 1º 21.20%              | 1º 21,10%              | 2º 23,16%              | 3º 24,82%              | 1º 36,63%              | Vincitore 52,76%       |
|                | Måneskin        | 3º 11,22%        | 1º 32,22%              | N.D.                   | 1º 28,70%              | N.D.                   | N.D.                   | N.D.                   | 1º 44,21%              | 1º 24,16%              | 1º 20,52%              | 2º 20,68%              | 2º 19,84%              | 1º 24.35%              | 1º 34,47%              | 2º 35,82%              | Secondi 47,24%         |
|                | Enrico          | 8º 7,73%         | 3º 16,25%              | N.D.                   | N.D.                   | 2º 27,59%              | N.D.                   | 1º 47,46%              | N.D.                   | 2º 16,84%              | 2º 19,12%              | 3º 17.48%              | 3º 17,95%              | 3º 22,55%              | 2º 26,37%              | 3º 27,55%              | Eliminato (8ª puntata) |
|                | Samuel          | 5º 10,48%        | N.D.                   | 2º 25,98%              | 3º 17,08%              | N.D.                   | 2º 28,32%              | N.D.                   | N.D.                   | 4º 9,72%               | 4º 12,41%              | 5º 11.32%              | 4º 13,98%              | 4º 15,59%              | 4º 14,33%              | Eliminato (8ª puntata) | Eliminato (8ª puntata) |
|                | Ros             | 7º 7,92%         | N.D.                   | 5º 13,14%              | 5º 11,71%              | N.D.                   | N.D.                   | 2º 32,56%              | N.D.                   | 6º 8,81%               | 5º 11,95%              | 4º 11,50%              | 5º 12,94%              | 5º 14,35%              | Eliminati (7ª puntata) | Eliminati (7ª puntata) | Eliminati (7ª puntata) |
|                | Andrea          | 4º 11,08%        | N.D.                   | 3º 18,94%              | N.D.                   | 1º 27,89%              | N.D.                   | N.D.                   | 2º 32,68%              | 5º 9,27%               | 6º 10,61%              | 6º 8,85%               | 6º 11,18%              | Eliminato (6ª puntata) | Eliminato (6ª puntata) | Eliminato (6ª puntata) | Eliminato (6ª puntata) |
|                | Rita            | 2º 11,78%        | 4º 15,24%              | N.D.                   | N.D.                   | 3º 16,98%              | N.D.                   | 3º 19,97%              | N.D.                   | 7º 8,65%               | 7º 9,70%               | 7º 8,67%               | Eliminata (6ª puntata) | Eliminata (6ª puntata) | Eliminata (6ª puntata) | Eliminata (6ª puntata) | Eliminata (6ª puntata) |
|                | Gabriele        | 9º 6,10%         | 2º 17,64%              | N.D.                   | N.D.                   | 4º 15,76%              | N.D.                   | N.D.                   | 3º 23,10%              | 8º 8,53%               | N.D.                   | Eliminato (5ª puntata) | Eliminato (5ª puntata) | Eliminato (5ª puntata) | Eliminato (5ª puntata) | Eliminato (5ª puntata) | Eliminato (5ª puntata) |
|                | Camille         | 6º 7,97%         | N.D.                   | 4º 13,16%              | 4º 15,82%              | N.D.                   | 3º 26,41%              | N.D.                   | N.D.                   | Eliminata (4ª puntata) | Eliminata (4ª puntata) | Eliminata (4ª puntata) | Eliminata (4ª puntata) | Eliminata (4ª puntata) | Eliminata (4ª puntata) | Eliminata (4ª puntata) | Eliminata (4ª puntata) |
|                | Sem&Stènn       | 10º 4,67%        | 5º 10,05%              | N.D.                   | N.D.                   | 5º 11,75%              | Eliminati (3ª puntata) | Eliminati (3ª puntata) | Eliminati (3ª puntata) | Eliminati (3ª puntata) | Eliminati (3ª puntata) | Eliminati (3ª puntata) | Eliminati (3ª puntata) | Eliminati (3ª puntata) | Eliminati (3ª puntata) | Eliminati (3ª puntata) | Eliminati (3ª puntata) |
|                | Virginia        | 12º 2,57%        | 6º 8,52%               | N.D.                   | Eliminata (2ª puntata) | Eliminata (2ª puntata) | Eliminata (2ª puntata) | Eliminata (2ª puntata) | Eliminata (2ª puntata) | Eliminata (2ª puntata) | Eliminata (2ª puntata) | Eliminata (2ª puntata) | Eliminata (2ª puntata) | Eliminata (2ª puntata) | Eliminata (2ª puntata) | Eliminata (2ª puntata) | Eliminata (2ª puntata) |
|                | Lorenzo B.      | 11º 4,24%        | Eliminato (1ª puntata) | Eliminato (1ª puntata) | Eliminato (1ª puntata) | Eliminato (1ª puntata) | Eliminato (1ª puntata) | Eliminato (1ª puntata) | Eliminato (1ª puntata) | Eliminato (1ª puntata) | Eliminato (1ª puntata) | Eliminato (1ª puntata) | Eliminato (1ª puntata) | Eliminato (1ª puntata) | Eliminato (1ª puntata) | Eliminato (1ª puntata) | Eliminato (1ª puntata) |
| Ultimo scontro | Ultimo scontro  | Gabriele Lorenzo | Virginia Ros           | Virginia Ros           | Ros Sem&Stènn          | Ros Sem&Stènn          | Camille Gabriele       | Camille Gabriele       | Camille Gabriele       | Gabriele Rita          | Gabriele Rita          | Andrea Ros             | Andrea Ros             | Ros Samuel             |                        |                        |                        |
|                | Voto di Fedez   | -                | Virginia               | Virginia               | Ros                    | Ros                    | Camille                | Camille                | Camille                | Rita                   | Rita                   | Andrea                 | Andrea                 | Ros                    |                        |                        |                        |
|                | Voto di Levante | -                | Ros                    | Ros                    | Ros                    | Ros                    | Gabriele               | Gabriele               | Gabriele               | Gabriele               | Gabriele               | Andrea                 | Andrea                 | Ros                    |                        |                        |                        |
|                | Voto di Manuel  | -                | Virginia               | Virginia               | Sem&Stènn              | Sem&Stènn              | Camille                | Camille                | Camille                | Gabriele               | Gabriele               | Andrea                 | Andrea                 | Samuel                 |                        |                        |                        |
|                | Voto di Mara    | -                | Ros                    | Ros                    | Sem&Stènn              | Sem&Stènn              | Camille                | Camille                | Camille                | Gabriele               | Gabriele               | Ros                    | Ros                    | Ros                    |                        |                        |                        |
| Eliminati      | Eliminati       | Lorenzo 31,66%   | Virginia TILT 35,36%   | Virginia TILT 35,36%   | Sem&Stènn TILT 37,32%  | Sem&Stènn TILT 37,32%  | Camille 3 voti su 4    | Camille 3 voti su 4    | Camille 3 voti su 4    | Gabriele 3 voti su 4   | Gabriele 3 voti su 4   | Rita                   | Rita                   | Ros 3 voti su 4        | Samuel Storm           | Enrico Nigiotti        | Måneskin               |
| Eliminati      | Eliminati       | Lorenzo 31,66%   | Virginia TILT 35,36%   | Virginia TILT 35,36%   | Sem&Stènn TILT 37,32%  | Sem&Stènn TILT 37,32%  | Camille 3 voti su 4    | Camille 3 voti su 4    | Camille 3 voti su 4    | Gabriele 3 voti su 4   | Gabriele 3 voti su 4   | Andrea 3 voti su 4     |                        | Ros 3 voti su 4        | Samuel Storm           | Enrico Nigiotti        | Måneskin               |

### Prima puntata
Data: 26 ottobre 2017 
Ospiti: Ibeyi, J-Ax & Fedez 
Canzoni cantate dagli ospiti: No Man is Big Enough for My Arms / River (Ibeyi) - Sconosciuti da una vita (J-Ax & Fedez) 
Particolarità: Per la prima volta in undici edizioni, tutti e dodici i concorrenti si esibiscono in una manche unica. Al ballottaggio finale va la squadra che ha ottenuto complessivamente meno voti durante il televoto. Il giudice della categoria di riferimento dovrà quindi salvare uno dei suoi 3 componenti, mandando gli altri due al duello con televoto.
| Ordine                              | Cantante   | Giudice | Canzone (cantante originale)                   | Risultato                          |
| ----------------------------------- | ---------- | ------- | ---------------------------------------------- | ---------------------------------- |
| 1                                   | Måneskin   | Manuel  | Let's Get It Started (The Black Eyed Peas)     | Salvi                              |
| 2                                   | Enrico     | Mara    | La canzone dei vecchi amanti (Franco Battiato) | Salvo                              |
| 3                                   | Camille    | Levante | Team (Iggy Azalea)                             | Salva                              |
| 4                                   | Gabriele   | Fedez   | Adam's Song (Blink-182)                        | Al ballottaggio                    |
| 5                                   | Sem&Stènn  | Manuel  | Let’s Go to Bed (The Cure)                     | Salvi                              |
| 6                                   | Lorenzo B. | Fedez   | High Hopes (Kodaline)                          | Al ballottaggio                    |
| 7                                   | Lorenzo L. | Mara    | Your Song (Elton John)                         | Salvo                              |
| 8                                   | Virginia   | Levante | Thank You (Alanis Morissette)                  | Salva                              |
| 9                                   | Ros        | Manuel  | Battito di ciglia (Francesca Michielin)        | Salvi                              |
| 10                                  | Samuel     | Fedez   | Location (Khalid)                              | Al ballottaggio / Salvato da Fedez |
| 11                                  | Rita       | Levante | Le rondini (Lucio Dalla)                       | Salva                              |
| 12                                  | Andrea     | Mara    | Superstition (Stevie Wonder)                   | Salvo                              |
| Ballottaggio (cavallo di battaglia) |            |         |                                                |                                    |
| 1                                   | Gabriele   | Fedez   | Ain't No Sunshine (Bill Withers)               | Salvo                              |
| 2                                   | Lorenzo    | Fedez   | Radioactive (Imagine Dragons)                  | Eliminato                          |

### Seconda puntata
Data: 2 novembre 2017
Ospiti: Sam Smith, Dua Lipa
Canzoni cantate dagli ospiti: Stay with Me / Too Good at Goodbyes (Sam Smith) - New Rules (Dua Lipa)
| Ordine                              | Cantante  | Giudice | Canzone (cantante originale)                         | Risultato |
| ----------------------------------- | --------- | ------- | ---------------------------------------------------- | --------- |
| 1                                   | Enrico    | Mara    | Quelli che benpensano (Frankie hi-nrg mc)            | Salvo     |
| 2                                   | Sem&Stènn | Manuel  | The Dope Show (Marilyn Manson)                       | Salvi     |
| 3                                   | Rita      | Levante | La verità (Brunori Sas)                              | Salva     |
| 4                                   | Gabriele  | Fedez   | The Judge (Twenty One Pilots)                        | Salvo     |
| 5                                   | Måneskin  | Manuel  | Beggin' (Madcon)                                     | Salvi     |
| 6                                   | Virginia  | Levante | Dog Days Are Over (Florence + The Machine)           | Ultima    |
|                                     |           |         |                                                      |           |
| 1                                   | Andrea    | Mara    | Make It Rain (Ed Sheeran)                            | Salvo     |
| 2                                   | Ros       | Manuel  | Fiori d'arancio (Carmen Consoli)                     | Ultimi    |
| 3                                   | Samuel    | Fedez   | Unsteady (X Ambassadors)                             | Salvo     |
| 4                                   | Camille   | Levante | Chandelier (Sia)                                     | Salva     |
| 5                                   | Lorenzo   | Mara    | Miserere (Zucchero Fornaciari ft. Luciano Pavarotti) | Salvo     |
| Ballottaggio (cavallo di battaglia) |           |         |                                                      |           |
| 1                                   | Virginia  | Levante | Rise Up (Andra Day)                                  | Eliminata |
| 2                                   | Ros       | Manuel  | Svalutation (Adriano Celentano)                      | Salvi     |

Voto dei giudici per l'eliminazione:
- Manuel Agnelli: Virginia, per salvare la sua band, Ros;
- Levante: Ros, per salvare la sua artista, Virginia;
- Fedez: Virginia;
- Mara Maionchi: Ros.

I giudici non trovano un accordo, quindi si va al TILT. Il televoto decreta l'eliminazione di Virginia.

### Terza puntata
Data: 9 novembre 2017 
Tema della serata: brani del terzo millennio (dal 2000 ad oggi)
Ospiti: Michele Bravi, Harry Styles
Canzoni cantate dagli ospiti: Mad World / Il diario degli errori / Tanto per cominciare (Michele Bravi) - Sign of the Times (Harry Styles)
| Ordine                              | Cantante  | Giudice | Canzone (cantante originale)                        | Risultato |
| ----------------------------------- | --------- | ------- | --------------------------------------------------- | --------- |
| 1                                   | Camille   | Levante | Royals (Lorde)                                      | Salva     |
| 2                                   | Ros       | Manuel  | Supermassive Black Hole (Muse)                      | Ultimi    |
| 3                                   | Lorenzo   | Mara    | Sere Nere (Tiziano Ferro)                           | Salvo     |
| 4                                   | Samuel    | Fedez   | Super Rich Kids (Frank Ocean)                       | Salvo     |
| 5                                   | Måneskin  | Manuel  | Somebody Told Me (The Killers)                      | Salvi     |
|                                     |           |         |                                                     |           |
| 1                                   | Rita      | Levante | Lost on You (LP)                                    | Salva     |
| 2                                   | Enrico    | Mara    | Il mio nemico (Daniele Silvestri)                   | Salvo     |
| 3                                   | Sem&Stènn | Manuel  | Electric Feel (MGMT)                                | Ultimi    |
| 4                                   | Gabriele  | Fedez   | Growing Up (Macklemore & Ryan Lewis ft. Ed Sheeran) | Salvo     |
| 5                                   | Andrea    | Mara    | I Need a Dollar (Aloe Blacc)                        | Salvo     |
| Ballottaggio (cavallo di battaglia) |           |         |                                                     |           |
| 1                                   | Ros       | Manuel  | Nessuno mi può giudicare (Caterina Caselli)         | Salvi     |
| 2                                   | Sem&Stènn | Manuel  | This Is Not a Love Song (Public Image Limited)      | Eliminati |

Voto dei giudici per l'eliminazione:
- Manuel Agnelli: Sem&Stènn, incitando gli altri giudici ad andare al TILT;
- Levante: Ros, per accogliere la richiesta di Manuel;
- Mara Maionchi: Sem&Stènn, per accogliere la richiesta di Manuel;
- Fedez: Ros, per accogliere la richiesta di Manuel.

I giudici si accordano di andare al TILT. Il televoto decreta l'eliminazione di Sem&Stènn.

### Quarta puntata
Data: 16 novembre 2017
Ospiti: Afterhours, Gianni Morandi
Canzoni cantate dagli ospiti: Bianca (Afterhours) - Dobbiamo fare luce (Gianni Morandi)
Particolarità: Tre manches da tre concorrenti ciascuna, il meno votato di ognuna va al ballottaggio. Sarà poi il quinto giudice, Gianni Morandi, a decidere chi salvare tra questi. I due concorrenti rimasti attenderanno il verdetto dei giudici.
| Ordine                              | Cantante | Giudice | Canzone (cantante originale)                                          | Risultato                  |
| ----------------------------------- | -------- | ------- | --------------------------------------------------------------------- | -------------------------- |
| 1                                   | Camille  | Levante | Sorry Not Sorry (Demi Lovato)                                         | Ultima                     |
| 2                                   | Samuel   | Fedez   | A Song for You (Donny Hathaway)                                       | Salvo                      |
| 3                                   | Lorenzo  | Mara    | Nothing Else Matters (Metallica)                                      | Salvo                      |
|                                     |          |         |                                                                       |                            |
| 1                                   | Rita     | Levante | La donna cannone (Francesco De Gregori)                               | Ultima                     |
| 2                                   | Ros      | Manuel  | Why'd You Only Call Me When You're High? (Arctic Monkeys)             | Salvi                      |
| 3                                   | Enrico   | Mara    | Make You Feel My Love (Bob Dylan)                                     | Salvo                      |
|                                     |          |         |                                                                       |                            |
| 1                                   | Måneskin | Manuel  | Un temporale (Ghemon)                                                 | Salvi                      |
| 2                                   | Andrea   | Mara    | Love Me Again/Get Lucky (John Newman/Daft Punk ft. Pharrell Williams) | Salvo                      |
| 3                                   | Gabriele | Fedez   | Hotel California (Eagles)                                             | Ultimo                     |
| Ballottaggio (cavallo di battaglia) |          |         |                                                                       |                            |
| 1                                   | Camille  | Levante | Bang Bang (Jessie J, Ariana Grande, Nicki Minaj)                      | Eliminata                  |
| 2                                   | Rita     | Levante | Sally (Vasco Rossi)                                                   | Salvata dal quinto giudice |
| 3                                   | Gabriele | Fedez   | The Man Who Can't Be Moved (The Script)                               | Salvo                      |

Voto dei giudici per l'eliminazione:
- Levante: Gabriele, per salvare la sua artista, Camille;
- Fedez: Camille, per salvare il suo artista, Gabriele;
- Manuel Agnelli: Camille, vedendo in Gabriele un percorso discografico migliore;
- Mara Maionchi: Camille, concordando con il discorso di Manuel Agnelli.

### Quinta puntata
Data: 23 novembre 2017
Ospiti: Jasmine Thompson
Canzoni cantate dagli ospiti: Medley:Adore, Mad World, Hey There Delilah 
Particolarità: La prima manche prevede la presentazione degli inediti. La seconda, invece, è a tema "Artists - Top Sellers".
| Ordine                              | Cantante | Giudice | Inedito (autore)                            | Risultato                  | Ordine                     | Canzone (cantante originale)                    | Risultato |
| ----------------------------------- | -------- | ------- | ------------------------------------------- | -------------------------- | -------------------------- | ----------------------------------------------- | --------- |
| 1                                   | Lorenzo  | Mara    | In the Name of Love (Fortunato Zampaglione) | Salvo                      | 5                          | Somebody That I Used to Know (Gotye ft. Kimbra) | Salvo     |
| 2                                   | Gabriele | Fedez   | Limits (Gabriele Esposito)                  | Ultimo                     | —                          | —                                               | —         |
| 3                                   | Måneskin | Manuel  | Chosen (Måneskin)                           | Salvi                      | 6                          | Take Me Out (Franz Ferdinand)                   | Salvi     |
| 4                                   | Andrea   | Mara    | Lascia che sia (Andrea Radice)              | Salvo                      | 4                          | Can't Stop the Feeling (Justin Timberlake)      | Salvo     |
| 5                                   | Rita     | Levante | Le parole che non dico mai (Levante)        | Salva                      | 3                          | Aguas de Março (Elis Regina)                    | Ultima    |
| 6                                   | Samuel   | Fedez   | The Story (Samuel Storm)                    | Salvo                      | 1                          | Rolling in the Deep (Adele)                     | Salvo     |
| 7                                   | Ros      | Manuel  | Rumore (Ros)                                | Salvi                      | 2                          | Song 2 (Blur)                                   | Salvi     |
| 8                                   | Enrico   | Mara    | L'amore è (Enrico Nigiotti)                 | Salvo                      | 7                          | L'isola che non c'è (Edoardo Bennato)           | Salvo     |
| Ballottaggio (cavallo di battaglia) |          |         |                                             |                            |                            |                                                 |           |
| 1                                   | Gabriele | Fedez   | When We Were Young (Adele)                  | When We Were Young (Adele) | When We Were Young (Adele) | When We Were Young (Adele)                      | Eliminato |
| 2                                   | Rita     | Levante | Le rondini (Lucio Dalla)                    | Le rondini (Lucio Dalla)   | Le rondini (Lucio Dalla)   | Le rondini (Lucio Dalla)                        | Salvata   |

Voto dei giudici per l'eliminazione:
- Levante: Gabriele, per salvare la sua artista, Rita;
- Fedez: Rita, per salvare il suo artista, Gabriele;
- Manuel Agnelli: Gabriele, credendo che Rita abbia più possibilità;
- Mara Maionchi: Gabriele, trovando migliori le esibizioni di Rita.

### Sesta puntata
Data: 30 novembre 2017
Ospiti: Noel Gallagher 
Canzoni cantate dagli ospiti: Don't Look Back in Anger / Holy Mountain
Particolarità: Black Thursday (Giovedì Nero: Doppia eliminazione). Due manches; la seconda di esse prevede che sia il concorrente a scegliere il brano ('My Song').
Con l'eliminazione di Rita Bellanza, la categoria delle Under Donne di Levante rimane senza concorrenti.
| Ordine                              | Cantante | Giudice | Canzone (cantante originale)                   | Risultato                     | Ordine                        | Canzone (cantante originale)                             | Risultato  |
| ----------------------------------- | -------- | ------- | ---------------------------------------------- | ----------------------------- | ----------------------------- | -------------------------------------------------------- | ---------- |
| 1                                   | Ros      | Manuel  | Killing in the Name (Rage Against the Machine) | Salvi                         | 4                             | Future Starts Slow (The Kills)                           | Ultimi due |
| 2                                   | Enrico   | Mara    | Mi fido di te (Jovanotti)                      | Salvo                         | 1                             | Vento d'estate (Max Gazzè e Niccolò Fabi)                | Salvo      |
| 3                                   | Samuel   | Fedez   | She's on My Mind (JP Cooper)                   | Salvo                         | 2                             | Say Something (A Great Big World ft. Christina Aguilera) | Salvo      |
| 4                                   | Andrea   | Mara    | Diamante (Zucchero)                            | Salvo                         | 5                             | Transformer (Gnarls Barkley)                             | Ultimi due |
| 5                                   | Måneskin | Manuel  | Flow (Shawn James)                             | Salvi                         | 6                             | Kiss This (The Struts)                                   | Salvi      |
| 6                                   | Rita     | Levante | In questo misero show (Renato Zero)            | Eliminata                     | —                             | —                                                        | —          |
| 7                                   | Lorenzo  | Mara    | Who Wants to Live Forever (Queen)              | Salvo                         | 3                             | Million Reasons (Lady Gaga)                              | Salvo      |
| Ballottaggio (cavallo di battaglia) |          |         |                                                |                               |                               |                                                          |            |
| 1                                   | Ros      | Manuel  | L'unica cosa (Marta sui Tubi)                  | L'unica cosa (Marta sui Tubi) | L'unica cosa (Marta sui Tubi) | L'unica cosa (Marta sui Tubi)                            | Salvi      |
| 2                                   | Andrea   | Mara    | Recovery (James Arthur)                        | Recovery (James Arthur)       | Recovery (James Arthur)       | Recovery (James Arthur)                                  | Eliminato  |

Voto dei giudici per eliminare:
- Manuel Agnelli: Andrea, per salvare il suo gruppo, i Ros;
- Mara Maionchi: Ros, per salvare il suo artista, Andrea;
- Levante: Andrea, riconoscendo il miglioramento dei Ros;
- Fedez: Andrea, concordando con Levante.

### Settima puntata - Semifinale
Data: 7 dicembre 2017 
Ospiti: Francesca Michielin, Levante
Canzoni cantate dagli ospiti: Abbi cura di te / Non me ne frega niente / Pezzo di me / Gesù Cristo sono io (Levante) - Io non abito al mare (Francesca Michielin)
Particolarità: In questa puntata, la canzone dell'esibizione dei concorrenti è stata scelta dai telespettatori che tramite il sito ufficiale del programma, ha potuto decidere quale far cantare. Nella seconda manche, invece, i cantanti si esibiranno accompagnati da una band live. Dopo la prima manche, non viene mandato nessuno al ballottaggio, perché i voti ricevuti vengono sommati a quelli della seconda manche che decreta i due concorrenti a rischio eliminazione.
In questa tabella, vengono riportate entrambe le canzoni che erano in competizione. Accanto, con una spunta verde s'indica la canzone che passa al serale, con la croce rossa quella scartata. La competizione è stata chiusa venerdì 1º dicembre a mezzogiorno, ed è stata aperta la sera precedente durante il sesto live.
| Ordine                              | Cantante | Giudice | Inedito (autore)                            | Ordine                                   | Canzone (cantante originale)                         | Esito                                    | Risultato  |
| ----------------------------------- | -------- | ------- | ------------------------------------------- | ---------------------------------------- | ---------------------------------------------------- | ---------------------------------------- | ---------- |
| 1                                   | Samuel   | Fedez   | The Story (Samuel Storm)                    | 3                                        | Stand By Me (Ben E. King)                            | Si                                       | Ultimi due |
| 1                                   | Samuel   | Fedez   | The Story (Samuel Storm)                    | 3                                        | Feeling Good (Nina Simone)                           | No                                       | Ultimi due |
| 2                                   | Ros      | Manuel  | Rumore (Ros)                                | 2                                        | Acida ( Prozac+)                                     | Si                                       | Ultimi due |
| 2                                   | Ros      | Manuel  | Rumore (Ros)                                | 2                                        | Pretty Waste (Bones)                                 | No                                       | Ultimi due |
| 3                                   | Enrico   | Mara    | L'amore è (Enrico Nigiotti)                 | 1                                        | Com’è profondo il mare (Lucio Dalla)                 | No                                       | Salvo      |
| 3                                   | Enrico   | Mara    | L'amore è (Enrico Nigiotti)                 | 1                                        | Redemption Song (Bob Marley)                         | Si                                       | Salvo      |
| 4                                   | Måneskin | Manuel  | Chosen (Måneskin)                           | 5                                        | You're Nobody 'Til Somebody Loves You (James Arthur) | Si                                       | Salvi      |
| 4                                   | Måneskin | Manuel  | Chosen (Måneskin)                           | 5                                        | Fais Le Mouv (Sofiane & MHD)                         | No                                       | Salvi      |
| 5                                   | Lorenzo  | Mara    | In the Name of Love (Fortunato Zampaglione) | 4                                        | Me And My Baby (Don Cavalli)                         | No                                       | Salvo      |
| 5                                   | Lorenzo  | Mara    | In the Name of Love (Fortunato Zampaglione) | 4                                        | Diamonds (Rihanna)                                   | Si                                       | Salvo      |
| Ballottaggio (cavallo di battaglia) |          |         |                                             |                                          |                                                      |                                          |            |
| 1                                   | Ros      | Manuel  | I Only Lie When I Love You (Royal Blood)    | I Only Lie When I Love You (Royal Blood) | I Only Lie When I Love You (Royal Blood)             | I Only Lie When I Love You (Royal Blood) | Eliminati  |
| 2                                   | Samuel   | Fedez   | Freedom (Anthony Hamilton)                  | Freedom (Anthony Hamilton)               | Freedom (Anthony Hamilton)                           | Freedom (Anthony Hamilton)               | Salvo      |

Voto dei giudici per eliminare:
- Manuel Agnelli: Samuel, per salvare il suo gruppo, i Ros;
- Fedez: Ros, per salvare il suo artista, Samuel.
- Levante: Ros, trovando più interessante la voce di Samuel.
- Mara Maionchi: Ros.

### Ottava puntata - Finale
Data: 14 dicembre 2017 
Ospiti: Ed Sheeran, Tiziano Ferro, James Arthur, Soul System, Dario Zumkeller (vincitore di Strafactor)
Canzoni cantate dagli ospiti: Il Mestiere della Vita / L'amore è una cosa semplice (Tiziano Ferro) - Shape of You / Perfect (Ed Sheeran) - Ho perso il mio nome (Dario Zumkeller)
Particolarità: Rispetto alle scorse edizioni, viene inserita la manche "Best Of", dove ogni concorrente propone un medley di 3 canzoni eseguite durante gli scorsi live.
| Ordine | Cantante | Giudice | Duetto con James Arthur             | Risultato | Ordine | Best Of - Canzoni                                      | Risultato |
| ------ | -------- | ------- | ----------------------------------- | --------- | ------ | ------------------------------------------------------ | --------- |
| 1      | Samuel   | Fedez   | Naked (James Arthur)                | Quarto    | —      | —                                                      | —         |
| 2      | Lorenzo  | Mara    | Impossible (James Arthur)           | Salvo     | 3      | Your Song / Milion Reasons / Who Wants to Live Forever | Salvo     |
| 3      | Måneskin | Manuel  | Prisoner (James Arthur)             | Salvi     | 1      | Beggin' / Take Me Out / Somebody Told Me               | Salvi     |
| 4      | Enrico   | Mara    | Say You Won't Let Go (James Arthur) | Salvo     | 2      | Make You Feel My Love / Il mio nemico / Mi fido di te  | Terzo     |

| Ordine | Cantante | Giudice | Inedito                                     | Risultato |
| ------ | -------- | ------- | ------------------------------------------- | --------- |
| 1      | Lorenzo  | Mara    | In the Name of Love (Fortunato Zampaglione) | Vincitore |
| 2      | Måneskin | Manuel  | Chosen (Måneskin)                           | Secondi   |

## Ascolti
| Puntata              | Sky Uno              | Sky Uno        | Sky Uno | TV8               | TV8            | TV8   | Cielo          | Cielo | Totale Sky Uno+TV8+Cielo (solo finale) | Totale Sky Uno+TV8+Cielo (solo finale) |
| Puntata              | Messa in onda        | Telespettatori | Share   | Messa in onda     | Telespettatori | Share | Telespettatori | Share | Telespettatori                         | Share                                  |
| -------------------- | -------------------- | -------------- | ------- | ----------------- | -------------- | ----- | -------------- | ----- | -------------------------------------- | -------------------------------------- |
| Audizioni 1          | 14 settembre 2017    | 1 327 000      | 4,57%   | 15 settembre 2017 | 846 000        | 3,80% |                |       | 2 173 000                              | 8,37%                                  |
| Audizioni 2          | 21 settembre 2017    | 1 383 000      | 4,54%   | 22 settembre 2017 | 1 006 000      | 4,40% | 2 389 000      | 8,94% |                                        |                                        |
| Audizioni 3          | 28 settembre 2017    | 969 000        | 4,00%   | 29 settembre 2017 | 953 000        | 4,20% | 1 922 000      | 8,20% |                                        |                                        |
| Bootcamp 1           | 5 ottobre 2017       | 1 115 000      | 4,70%   | 6 ottobre 2017    | 1 004 000      | 4,30% | 2 119 000      | 9,00% |                                        |                                        |
| Bootcamp 2           | 12 ottobre 2017      | 1 239 000      | 5,10%   | 13 ottobre 2017   | 1 047 000      | 4,50% | 2 286 000      | 9,60% |                                        |                                        |
| Homevisit            | 19 ottobre 2017      | 1 256 000      | 5,03%   | 20 ottobre 2017   | 1 014 000      | 4,30% | 2 270 000      | 9,30% |                                        |                                        |
| Live Show 1          | 26 ottobre 2017      | 1 455 476      | 6,10%   |                   |                |       |                |       |                                        |                                        |
| Live Show 2          | 2 novembre 2017      | 1 267 000      | 5,60%   |                   |                |       |                |       |                                        |                                        |
| Live Show 3          | 9 novembre 2017      | 1 213 000      | 5,30%   |                   |                |       |                |       |                                        |                                        |
| Live Show 4          | 16 novembre 2017     | 1 333 000      | 5,70%   |                   |                |       |                |       |                                        |                                        |
| Live Show 5          | 23 novembre 2017     | 1 260 000      | 5,60%   |                   |                |       |                |       |                                        |                                        |
| Live Show 6          | 30 novembre 2017     | 1 246 000      | 5,40%   |                   |                |       |                |       |                                        |                                        |
| Live Show 7          | 7 dicembre 2017      | 1 117 000      | 4,70%   | 12 dicembre 2017  | 412 000        | 1,70% |                |       | 1 529 000                              | 6,40%                                  |
| Live Show 8 - Finale | 14 dicembre 2017     | 1 407 000      | 5,80%   | 14 dicembre 2017  | 1 076 000      | 4,40% | 247 000        | 1,00% | 2 784 000                              | 11,23%                                 |
| Media telespettatori | Media telespettatori | 1 256 248      | 5,15%   |                   |                |       |                |       |                                        |                                        |

### Speciale - "Tutto il meglio della gara"
| Puntata | TV8             | TV8            | TV8   |
| Puntata | Messa in onda   | Telespettatori | Share |
| ------- | --------------- | -------------- | ----- |
| Prima   | 8 dicembre 2017 | 478 000        | 2,00% |
| Seconda | 9 dicembre 2017 | 288 000        | 1,20% |
| Media   | Media           | 383 000        | 1,60% |

## Xtra Factor/Strafactor
Successivamente al passaggio di X Factor su Sky Uno, è andato in onda Xtra Factor condotto da Daniela Collu, con commenti a caldo sulla puntata appena terminata. Al suo interno anche la competizione di Strafactor che ha visto le squadre dei tre giudici (Elio, Drusilla Foer e il rapper Jake la Furia) confrontarsi in ogni puntata Live. Per quest'edizione sono state registrate anche delle Audizioni tenutesi presso una cascina di Zibido San Giacomo, nella provincia di Milano, in cui ogni aspirante concorrente ha dovuto ottenere almeno 2 sì da parte dei giudici per poter accedere ai Live.
Il talent è stato vinto da Dario Zumkeller con il suo inedito Ho perso il mio nome. Il premio della critica "Nikka Costa" è stato invece assegnato a Mr. Cik.

### Live
Durante ogni puntata dei Live sono stati proposti 3/4 concorrenti (uno/due per ogni categoria). Ad inizio puntata veniva aperto un televoto flash, che poteva salvare solamente un talento. Toccava poi ad un giudice esterno a salvare un secondo concorrente.

#### Concorrenti
| Categoria e giudice      | Concorrenti     | Concorrenti    | Concorrenti           | Concorrenti      |
| Categoria e giudice      | Primo live      | Secondo live   | Terzo live            | Quarto live      |
| ------------------------ | --------------- | -------------- | --------------------- | ---------------- |
| Elio (Elio)              | Dario Zumkeller | Sonny Stone    | Duo Molotov           | Antonio Castelli |
| Drusilla (Drusilla Foer) | Les Fillettes   | Antonio Sorice | Marialuisa Pappalardo | Coccorock        |
| Jake (Jake La Furia)     | Tian Harding    | Simone Cirri   | Mr. Cik               | No Direction     |

- Elio (Elio)
- Drusilla (Drusilla Foer)

- Jake (Jake La Furia)

#### Dettaglio delle puntate

##### Primo live
- Quarto giudice: Alessandro Cattelan

| Ordine | Cantante        | Giudice       | Canzone (cantante originale)          | Risultato                  |
| ------ | --------------- | ------------- | ------------------------------------- | -------------------------- |
| 1      | Tian Harding    | Jake La Furia | Rookie (Red Velvet)                   | Salva                      |
| 2      | Dario Zumkeller | Elio          | Vita talassocratica (Dario Zumkeller) | Salvato dal quarto giudice |
| 3      | Les Fillettes   | Drusilla      | Crazy In Love (Beyoncé feat. Jay-Z)   | Eliminate                  |

##### Secondo live
- Quarto giudice: Rocco Tanica

| Ordine | Cantante       | Giudice       | Canzone (cantante originale)    | Risultato                  |
| ------ | -------------- | ------------- | ------------------------------- | -------------------------- |
| 1      | Antonio Sorice | Drusilla      | Luna Maratea (Antonio Sorice)   | Eliminato                  |
| 2      | Sonny Stone    | Elio          | Italia ai giovani (Sonny Stone) | Salvato dal quarto giudice |
| 3      | Simone Cirri   | Jake La Furia | Certe Notti (Luciano Ligabue)   | Salvo                      |

##### Terzo live
- Quarto giudice: Stefano Fresi

| Ordine | Cantante              | Giudice       | Canzone (cantante originale) | Risultato                  |
| ------ | --------------------- | ------------- | ---------------------------- | -------------------------- |
| 1      | Duo Molotov           | Elio          | Umbrella (The Baseballs)     | Eliminati                  |
| 2      | Marialuisa Pappalardo | Drusilla      | Bastardo (Anna Tatangelo)    | Salvata dal quarto giudice |
| 3      | Mr. Cik               | Jake La Furia | Bà Michele (Mr. Cik)         | Salvo                      |

##### Quarto live
- Quarto giudice: Cristina Donadio

| Ordine | Cantante         | Giudice       | Canzone (cantante originale)            | Risultato                  |
| ------ | ---------------- | ------------- | --------------------------------------- | -------------------------- |
| 1      | No Direction     | Jake La Furia | L'amore che ho nel cuore (No Direction) | Salvi                      |
| 2      | Antonio Castelli | Elio          | Riccione (Thegiornalisti)               | Salvato dal quarto giudice |
| 3      | Coccorock        | Drusilla      | Soul Fever Blues (Parov Stelar)         | Eliminato                  |

##### Quinto live - Semifinale 1
- Quarto giudice: Elettra Lamborghini

| Ordine | Cantante     | Giudice       | Canzone                                         | Risultato                  |
| ------ | ------------ | ------------- | ----------------------------------------------- | -------------------------- |
| 1      | Tian Harding | Jake La Furia | Pop Porno (Il Genio)                            | Salvata dal quarto giudice |
| 2      | Simone Cirri | Jake La Furia | Scream & Shout (Will.I.Am feat. Britney Spears) | Eliminato                  |
| 3      | Sonny Stone  | Elio          | Rosatellum Style (Sonny Stone)                  | Eliminato                  |
| 4      | Mr. Cik      | Jake La Furia | Cimi-Cimitero (Mr. Cik)                         | Salvo                      |

##### Sesto live - Semifinale 2
- Quarto giudice: Giorgio Mastrota

| Ordine | Cantante              | Giudice       | Canzone                                 | Risultato                  |
| ------ | --------------------- | ------------- | --------------------------------------- | -------------------------- |
| 1      | Dario Zumkeller       | Elio          | Ho perso il mio nome (Dario Zumkeller)  | Salvo                      |
| 2      | No Direction          | Jake La Furia | L'amore che ho nel cuore (No Direction) | Salvati dal quarto giudice |
| 3      | Marialuisa Pappalardo | Drusilla      | Ricominciamo (Adriano Pappalardo)       | Eliminata                  |
| 4      | Antonio Castelli      | Elio          | Build Me Up Buttercup (Foundations)     | Eliminato                  |

##### Settimo live - Finale
- Quarto giudice: Christian de Sica
- Ospiti: Mara Maionchi, alcuni concorrenti dell'edizione precedente (Marcello Cannavò, The Van Houtens, Santino Cardamone, Miny Popa, Ray Sugar Sandro, Cecco e Cipo)

| Ordine | Cantante        | Giudice       | Canzone                                 | Risultato                                                 |
| ------ | --------------- | ------------- | --------------------------------------- | --------------------------------------------------------- |
| 1      | Dario Zumkeller | Elio          | Ho perso il mio nome (Dario Zumkeller)  | Vincitore                                                 |
| 2      | Tian Harding    | Jake La Furia | Rookie (Red Velvet)                     | Eliminata                                                 |
| 3      | No Direction    | Jake La Furia | L'amore che ho nel cuore (No Direction) | Eliminati                                                 |
| 4      | Mr. Cik         | Jake La Furia | Bà Michele (Mr. Cik)                    | Secondo classificato - Premio della critica "Nikka Costa" |

#### Ascolti
| Puntata    | Sky Uno          | Sky Uno        | Sky Uno |
| Puntata    | Messa in onda    | Telespettatori | Share   |
| ---------- | ---------------- | -------------- | ------- |
| Audizioni  | 5 ottobre 2017   | 514.000        | 3,00%   |
| Audizioni  | 12 ottobre 2017  | 623.000        | 3,50%   |
| Audizioni  | 19 ottobre 2017  | 611.000        | N/C     |
| Live Show  | 26 ottobre 2017  | 385.000        | N/C     |
| Live Show  | 2 novembre 2017  | N/C            | N/C     |
| Live Show  | 9 novembre 2017  | N/C            | N/C     |
| Live Show  | 16 novembre 2017 | 453.000        | 4%      |
| Semifinali | 23 novembre 2017 | N/C            | N/C     |
| Semifinali | 30 novembre 2017 | N/C            | N/C     |
| Finale     | 7 dicembre 2017  | 549.734        | 3,50%   |
| Media*     | Media*           | 522.000        | 3,50%   |

Nota: N/C corrisponde a "Non calcolato".
*la media dei telespettatori è stata calcolata solamente con i dati Auditel resi noti.

## Discografia e videografia legate al programma

### Singoli
| Artista           | Brano                      | Posizione massima in classifica | Certificazione |
| Artista           | Brano                      | FIMI                            | Certificazione |
| ----------------- | -------------------------- | ------------------------------- | -------------- |
| Måneskin          | Chosen                     | 2                               | 2× Platino     |
| Enrico Nigiotti   | L'amore è                  | 4                               | 2x Platino     |
| Rita Bellanza     | Le parole che non dico mai | 28                              |                |
| Samuel Storm      | The Story                  | 30                              |                |
| Lorenzo Licitra   | In The Name of Love        | 37                              |                |
| Gabriele Esposito | Limits                     | 45                              |                |
| Camille Cabaltera | Worth It                   | 59                              |                |
| Andrea Radice     | Lascia che sia             | 70                              |                |
| Ros               | Rumore                     | 88                              |                |

### EP
| Artista         | EP                  | Posizione massima in classifica | Certificazione |
| Artista         | EP                  | FIMI                            | Certificazione |
| --------------- | ------------------- | ------------------------------- | -------------- |
| Måneskin        | Chosen              | 3                               | Platino        |
| Lorenzo Licitra | In The Name of Love | 24                              |                |
| Enrico Nigiotti | L'amore è           | 29                              |                |
| Ros             | Rumore              | 92                              |                |
| Samuel Storm    | The Story           | -                               |                |

### Brani delle compilation e degli EP entrati in classifica
| Artista  | Brano                | Posizioni in classifica | Certificazione |
| Artista  | Brano                | FIMI                    | Certificazione |
| -------- | -------------------- | ----------------------- | -------------- |
| Måneskin | Beggin'              | 39                      | Oro            |
| Måneskin | Somebody Told Me     | 58                      | Oro            |
| Måneskin | Vengo dalla Luna     | 39                      | Oro            |
| Måneskin | Let's Get It Started | 84                      |                |
| Måneskin | Recovery             | 89                      | Oro            |

### Videoclip
- Chosen - Måneskin
- L'amore è - Enrico Nigiotti
- In The Name of Love - Lorenzo Licitra
- The Story - Samuel Storm
- Rumore - Ros

### Compilation
- 2017 - X Factor 11 Compilation (Sony Music Entertainment)

## Ospiti
| Puntata | Ospiti nei live show                                                   |
| ------- | ---------------------------------------------------------------------- |
| 1       | Ibeyi e J-Ax                                                           |
| 2       | Sam Smith e Dua Lipa                                                   |
| 3       | Michele Bravi e Harry Styles                                           |
| 4       | Afterhours e Gianni Morandi                                            |
| 5       | Jasmine Thompson                                                       |
| 6       | Noel Gallagher                                                         |
| 7       | Francesca Michielin                                                    |
| 8       | Soul System, James Arthur, Tiziano Ferro, Ed Sheeran e Dario Zumkeller |